# Економско-трговинска школа Бечеј
Економско-трговинска школа Бечеј је државна установа која обавља делатност васпитања и образовања као средња стручна школа економске, трговинске и угоститељске струке. Налази се у строгом центру Бечејa, у улици Браће Тан број 1. 

## Историјат
Економско-трговинска школа је наследница Државне трговачке академије, основане 1948. године, као четврте школе тог типа у Бачкој. Од школске 1957/58. године школа је пресељена у садашњи објекат. То је зграда саграђена 1884. године као престижни хотел „Централ“ и због своје посебности се налази под патронатом републичког Завода за заштиту споменика од изузетног културног значаја. У току наредних деценија школа је у различитим реформама образовала бројне смерове међу којима су математички, хемијски, културолошки и др. Од 1970. године у школи се реализује настава и на мађарском наставном језику.  
Квалитетан заокрет почео је школске 2003/4. године, када је школа је започела реализацију пројекта „Реформа средњег стручног образовања у области економије, права и администрације“. Велику финансијску и стручну подршку овом пројекту дала је организација Владе Републике Немачке за техничку сарадњу GIZ (раније GTZ, као и Министарство просвете Републике Србије. Пратећи нову визију образовања, школа је увела нове савремене образовне профиле: пословни администратор, финансијски администратор, службеник осигурања, кувар, посластичар, конобар и туристички техничар. Важан део наставе се реализује кроз рад ученичких виртуелних предузећа у којима ученици стичу практична знања и вештине за рад у делатностима за које се образују.
У периоду 20092—013. године школа, са још девет одабраних школа од стране Министарства просвете и GIZ-a, реализовала је пројекат „Регионални центри компетенција Србије“ заснован на стандардима квалитета Европске асоцијације за квалитет — EFQM.
Успешност рада Економско-трговинске школе потврђена је Наградом за пословну изврсност 2014. године, популарним Оскаром квалитета од стране Привредне коморе Србије. У току исте године, Екстерна контрола Министарства просвете је извршила спољашњу евалуацију рада школе и оценила квалитет стандарда и рада највишом могућом оценом – четворком.

## Школа данас
Економско-трговинска школа Бечеј настоји да одговори на изазове и промене у начину образовања младих људи у складу са латинском изреком „Времена се мењају и ми се мењамо са њима“. У модерно опремљеним учионицама и специјализованим кабинетима настава се остварује на српском и мађарском наставном језику у оквиру савремених образовних профила.
Ученици школе су учешћем на такмичењима остваривали завидне резултате. На републичком нивоу посебно су се истицали такмичари из предмета математика, рачуноводство, основи економије, матерњи језик, посластичарство, социологија и др. У области спорта, ученици школе су освајали прва места у индивидуалним и екипним спортовима на домаћим и међународним такмичењима. Значајна су и учешћа на такмичењу  „Колико се познајемо“, чији је циљ афирмација мултикултуралности и толеранције у Војводини.
Школа се укључује у пројекте и програме који доприносе њеном квалитетнијем и потпунијем васпитно-образовном процесу. Од школске 2013/14. године Економско-трговинска школа је одабрана као једна од десет војвођанских школа у пројекту владе Војводине „Здравствено васпитање о репродуктивном здрављу“. У школи се успешно реализује и програм „Школа без насиља“ од школске 2005/06. године из чега је настао нови пројекат под називом „Зауставимо дигитално насиље“. 
У оквиру Форум театра ученици имају прилику да кроз едукативне позоришне радионице изражавају свој став и подижу свест, боре се против предрасуда, стереотипа, насиља и других савремених проблема младих људи. 
Кроз Ђачки парламент и бројне секције, ученици имају могућности да учествују у различитим ваннаставним активностима. У оквиру школе налази се и библиотека са завидним књижним фондом од преко 12.000 књига.
У непосредном раду са децом и запосленима укључена је и педагошко-психолошка служба.

## Образовни профили
Од школске 2016/17. године  ученици се образују у профилима:
- У подручју рада  Економија, право и администрација:
  - финансијски администратор (4 године)
  - службеник у банкарству и осигурању (4 године)
  - комерцијалиста (4 године)
  - комерцијалиста на мађарском језику (4 године)
- У подручју рада Трговина, угоститељство и туризам:
  - туристички техничар (4 године)
  - трговац (3 године)
  - трговац на мађарском језику (3 године)
  - кувар (3 године)
  - посластичар на мађарском језику (3 године)[5]

## Школски лист
Од 2006. године школа издаје часопис „Моменат младих“ који уређује млада редакција сачињена од ученика и наставника школе. „Моменат младих“ је, пре свега, лист намењен ученицима, али и професорима, родитељима и свима осталима. Он прати сва дешавања у животу школе, као и успехе ученика и професора, бави се темама из области културе, забаве, здравља, као и свим актуелним питањима која се тичу младих. 
Министарство просвете републике Србије и Друштво за српски језик и  књижевност је наградило „Моменат младих“ другом наградом за најбољи ученички часопис у Србији 2009. године.